# Lerma (estación)
Lerma es una de las estaciones que forman parte del tren interurbano El Insurgente, perteneciente a la única línea existente del sistema. Se ubica en el centro del Estado de México, en el municipio de Lerma de Villada.

## Información general
Su nombre se debe a la proximidad del municipio de Lerma de Villada. Su icono hace referencia al Río Lerma, el río interior más largo de México que atraviesa hacia el noroeste el Valle de Toluca, Querétaro, Guanajuato, Michoacán y desagua en el lago de Chapala.

### Afluencia
Se espera alrededor de 3,100 pasajeros en hora de máxima demanda durante los primeros años de operación.

## Galería

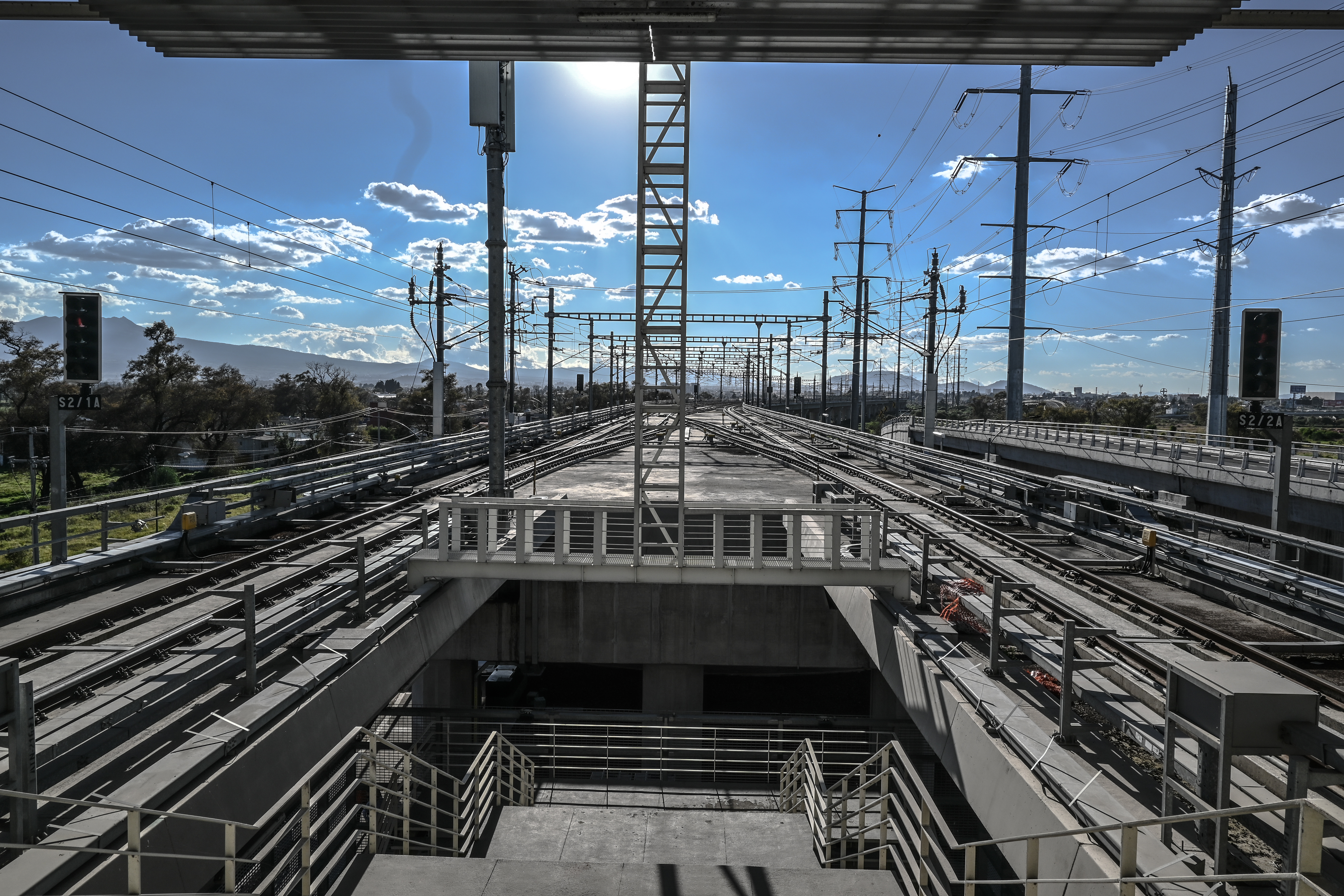
Vías de Lerma.

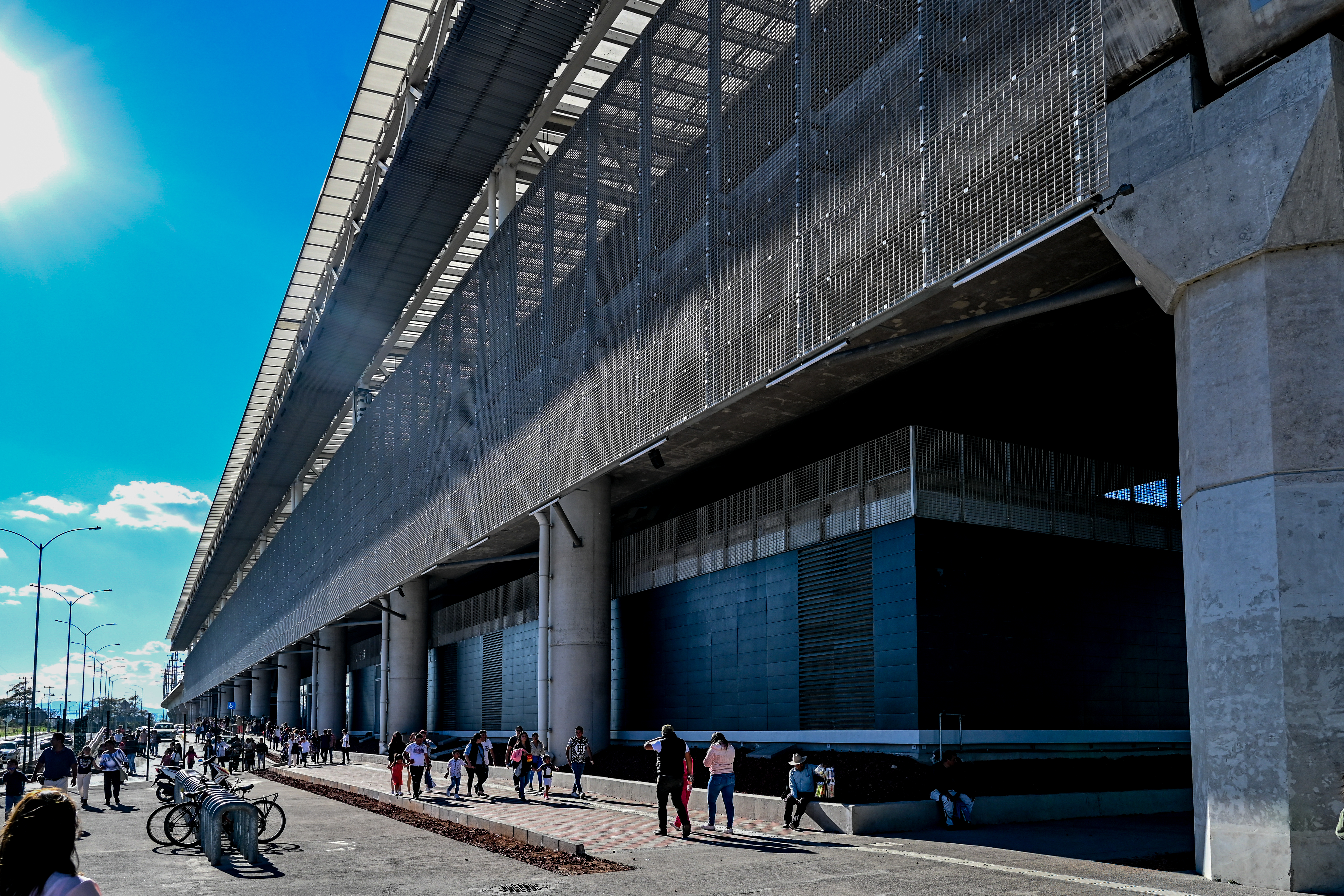
Exterior de la estación Lerma.

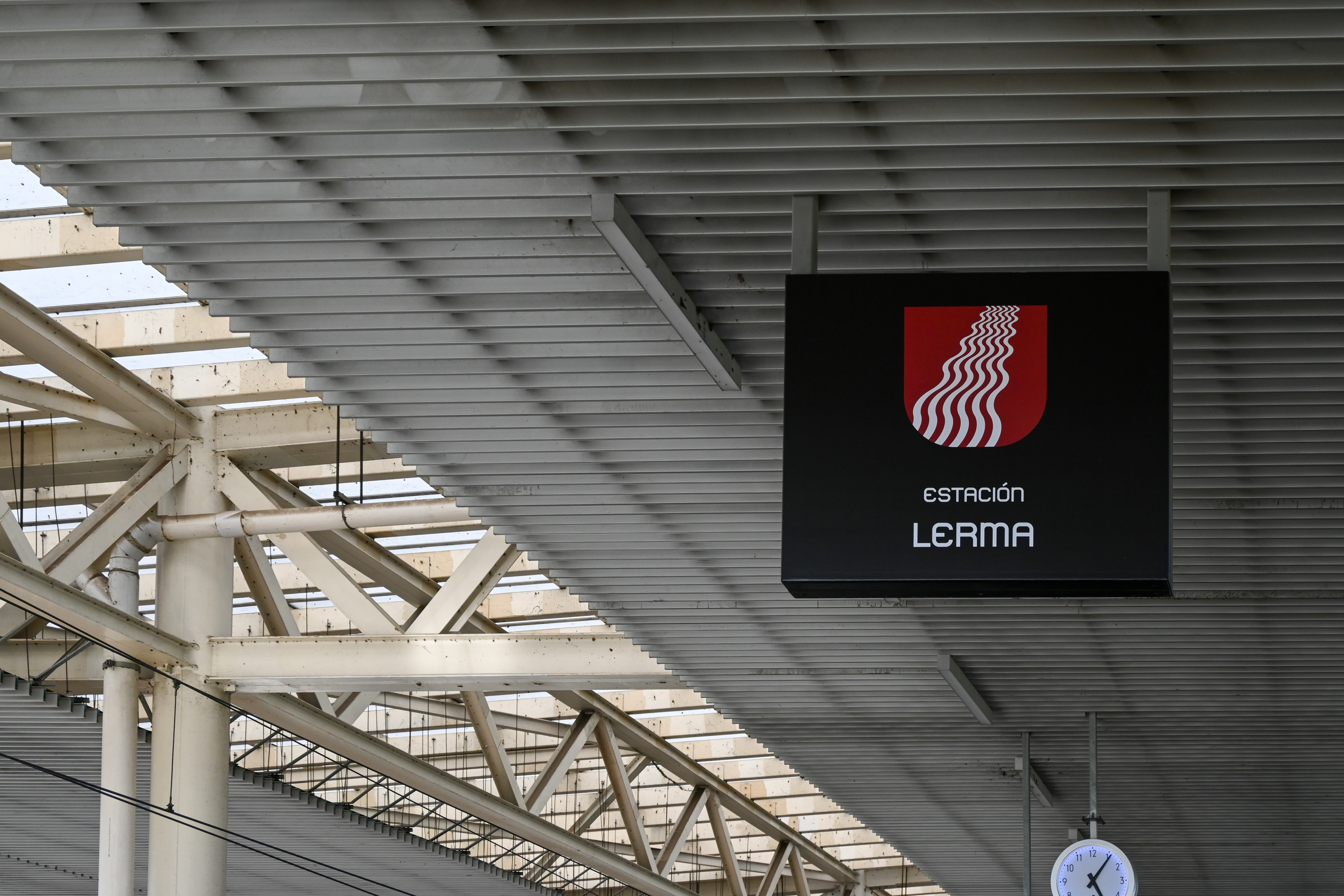
Logo en interior.

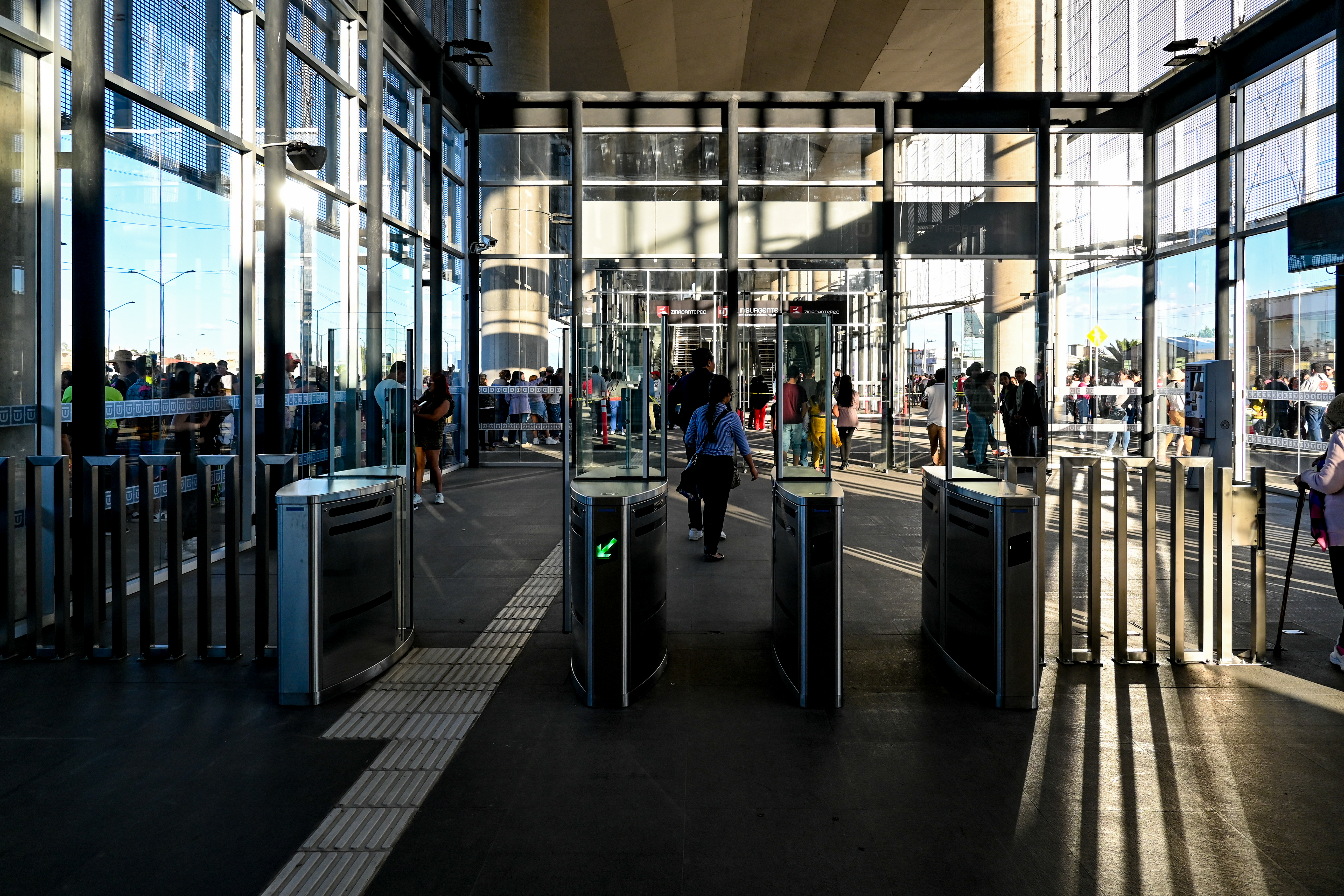
Tormiquetes de Lerma.

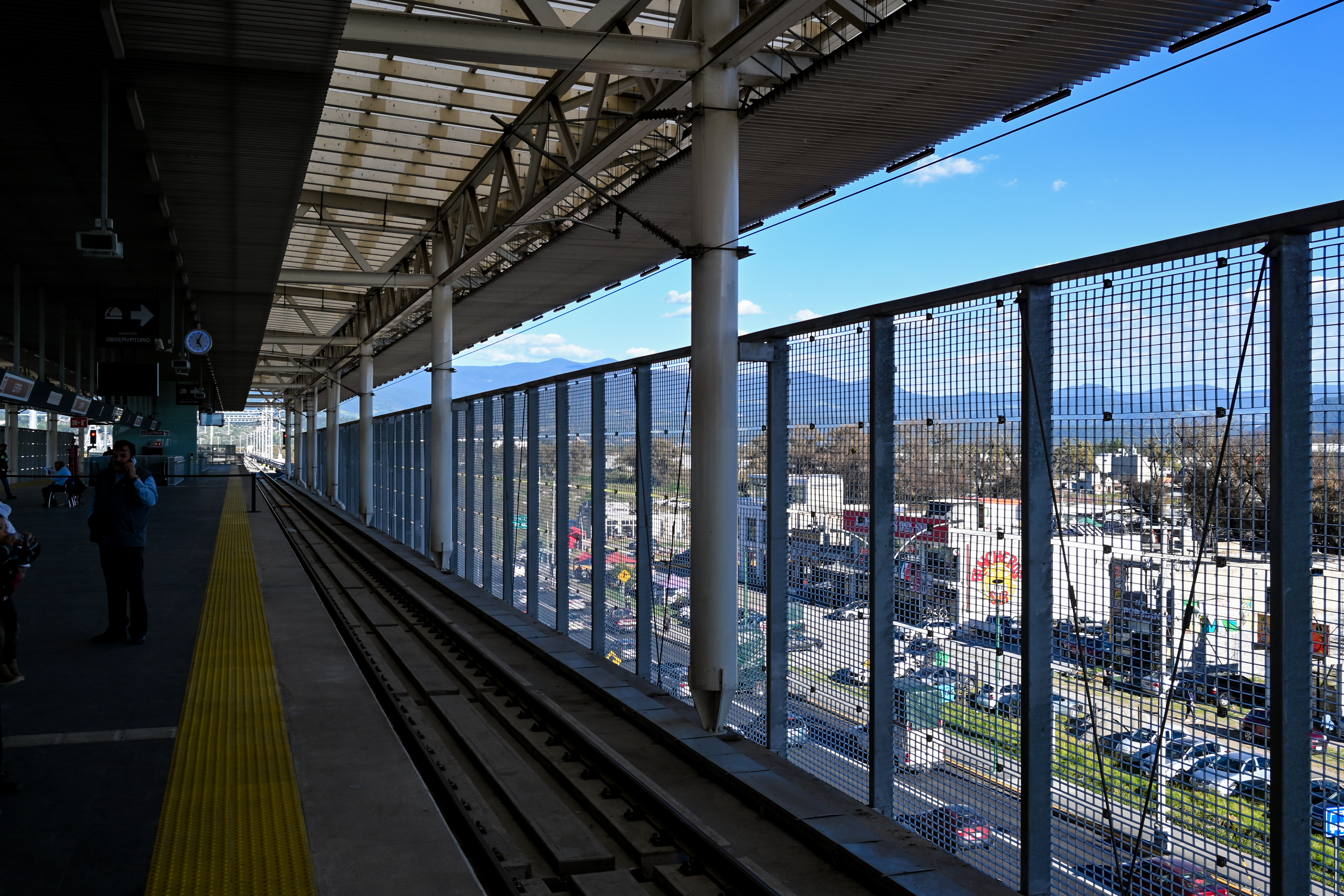
Andenes de Lerma.

- Vías de Lerma.